# Rania Salmi
Pour les articles homonymes, voir Salmi.
Rania Salmi (en arabe : رانيا السالمي), née 14 octobre 1998 à Casablanca, est une footballeuse internationale marocaine jouant au poste d'attaquante.

## Biographie

### Carrière en club
Rania Salmi est formée au Wydad Athletic Club.
Courant 2018, elle quitte le Wydad pour rejoindre l'Atlas 05 à Fkih Ben Salah.
Salmi retourne à Casablanca en 2021 pour s'engager avec le Sporting Casablanca qui vient d'être promu en première division. Avec le SCC, elle se qualifie en demi-finale de la Coupe du Trône de l'année 2022.

### Carrière internationale

#### Maroc -20 ans
Rania Salmi connait des sélections avec les moins de 20 ans du Maroc.
Elle participe entre autres aux éliminatoires de la Coupe du monde féminine de football des moins de 20 ans 2018.
Mais le Maroc ne parvient pas à se qualifier pour la phase finale, se faisant éliminer par le Nigéria.

#### Équipe du Maroc A
Rania Salmi est régulièrement appelée en équipe nationale A pour des rassemblements, stages ou encore des matchs amicaux.
Elle fait partie du groupe qui dispute le tournoi amical de COTIF à L'Alcúdia (Valence) en août 2017 où elle participe à toutes les rencontres.
Elle prend part également au même tournoi l'année suivante.
Elle marque son premier but international contre la Tunisie le 31 janvier 2020 en match amical.
Le mois suivant, le Maroc remporte le tournoi UNAF dames qui se tient à Tunis.
Durant ce tournoi, Rania Salmi débute sur le banc lors de tous les matchs sauf contre la Mauritanie où elle commence titulaire.

##### Sous la houlette de Pedros
En septembre 2021, elle est sélectionnée par Reynald Pedros pour participer à la Aisha Buhari Cup 2021 au Nigéria où le Maroc termine à la 2e place. Rania Salmi prend part aux deux rencontres (contre le Cameroun et le Mali).
Le mois suivant, le technicien français la convoque à nouveau pour un stage en Espagne durant lequel l'équipe nationale affronte en amical son homologue espagnole, une des nations du top 10 mondial. Salmi participe à cette rencontre qui voit le Maroc perdre (3-0).
Dans le cadre des préparations à la CAN 2022, elle fait partie des 23 joueuses sélectionnées par Pedros pour le tournoi international de Malte en février 2020 durant lequel le Maroc affronte Malte et la Moldavie. Mais Rania n'entre en jeu dans aucun des deux matchs.
Malgré plusieurs stages disputés, et à la suite d'une blessure, elle ne participe pas à la CAN 2022 qui se joue au Maroc.

## Palmarès

### En club
Sporting Club Casablanca
- Championnat du Maroc
  - Vice-championne : 2022-23

- Championnat du Maroc D2
  - Championne : 2020-21

 Club Sportif Atlas 05
- Coupe du Trône
  - Finaliste : 2017-18

### En sélection
Équipe du Maroc
- Tournoi UNAF
  - Vainqueur : 2020
- Coupe Aisha Buhari
  - 2e place : 2021
- Tournoi international de Malte
  - Vainqueur : 2022